# Pubistylus
Pubistylus là một chi thực vật có hoa trong họ Thiến thảo (Rubiaceae).

## Loài
Chi Pubistylus gồm các loài: